# American Basketball Association 1975/76
Die ABA-Saison 1975/76 war die neunte und letzte Spielzeit der American Basketball Association. Die ABA verkürzte die Zeit der Schussuhr von 30 Sekunden auf 24 Sekunden, um sich der National Basketball Association anzupassen. Die Saison begann am 24. Oktober 1975. Am Spielbetrieb nahmen 9 Mannschaften teil, von denen nur 7 die Saison beendeten. Jedes Team absolvierte 84 Spiele. Die vier Besten qualifizierten sich für die Playoffs. Am 13. Mai 1976 endete die Saison mit der ABA Championship. Die New York Nets besiegten in den Finalspielen die Denver Nuggets und wurden damit zum zweiten Mal Meister der ABA.

## Auszeichnungen
- ABA Most Valuable Player: Julius Erving (New York)
- ABA Rookie of the Year: David Thompson (Denver)
- ABA Coach of the Year: Larry Brown (Denver)
- ABA All-Star Game Most Valuable Player: David Thompson (Denver)
- ABA Executive of the Year: Carl Scheer, Denver
- ABA Finals Most Valuable Player: Julius Erving (New York)

- ABA All-League First Team

| Position | Spieler       | Verein            |
| -------- | ------------- | ----------------- |
| Guard    | Ralph Simpson | Denver Nuggets    |
| Guard    | James Silas   | San Antonio Spurs |
| Forward  | Billy Knight  | Indiana Pacers    |
| Forward  | Julius Erving | New York Nets     |
| Center   | Artis Gilmore | Kentucky Colonels |

- ABA All-League Second Team

| Position | Spieler        | Verein            |
| -------- | -------------- | ----------------- |
| Guard    | Don Buse       | Indiana Pacers    |
| Guard    | George Gervin  | San Antonio Spurs |
| Forward  | David Thompson | Denver Nuggets    |
| Forward  | Bobby Jones    | Denver Nuggets    |
| Center   | Dan Issel      | Denver Nuggets    |

## Saisonnotizen
- Die Memphis Sounds zogen nach Baltimore, Maryland um und spielten dort als Baltimore Claws. Nach drei Vorbereitungsspielen wurden diese aufgelöst, weil sie Rechnungen nicht bezahlen konnten.
- Die San Diego Conquistadors wurden durch die San Diego Sails ersetzt.
- Während der Saison stellten die Utah Stars und die San Diego Sails den Spielbetrieb ein.
- Die Virginia Squires wurden sofort nach Abschluss der regulären Saison aufgelöst.
- Beim ABA All-Star Game 1976 gewannen die Denver Nuggets 144-138 gegen die All-Stars.
- Beim ABA All-Star Game 1976 gab es den ersten Slam Dunk Contest.

## Endstände
| Team                 | G  | V  | %.   | GB |
| -------------------- | -- | -- | ---- | -- |
| Denver Nuggets       | 60 | 24 | .714 | -  |
| New York Nets C      | 55 | 29 | .655 | 5  |
| San Antonio Spurs    | 50 | 34 | .595 | 10 |
| Kentucky Colonels    | 46 | 38 | .548 | 14 |
| Indiana Pacers       | 39 | 45 | .464 | 21 |
| Spirits of St. Louis | 35 | 49 | .417 | 25 |
| Virginia Squires     | 15 | 68 | .181 | 44 |
| San Diego Sails      | 3  | 8  | .273 | -  |
| Utah Stars           | 4  | 12 | .250 | -  |
| Baltimore Claws      | 0  | 0  | .000 | -  |

C - ABA Champions

### ABA Finals 1976
| Spiel | Datum   | Heimteam | Auswärtsteam | Ergebnis | Stand |
| ----- | ------- | -------- | ------------ | -------- | ----- |
| 1     | 1. Mai  | New York | Denver       | 120:118  | 1:0   |
| 2     | 4. Mai  | New York | Denver       | 121:127  | 1:1   |
| 3     | 6. Mai  | Denver   | New York     | 111:117  | 1:2   |
| 4     | 8. Mai  | Denver   | New York     | 112:121  | 1:3   |
| 5     | 11. Mai | New York | Denver       | 110:118  | 3:2   |
| 6     | 13. Mai | Denver   | New York     | 106:112  | 2:4   |

- Julius Erving von den New York Nets wurde zum Most Valuable Player der ABA Finals ernannt.